# Zločin nemá dovolenou
 Zločin nemá dovolenou (2004, Scandal Takes a Holiday) je historický detektivní román anglické spisovatelky Lindsey Davisové. Jde o šestnáctý díl dvacetidílné knižní série, odehrávající se v antickém Římě za vlády císaře Vespasiana. Jejím hlavním hrdinou je soukromý informátor (vlastně soukromý detektiv) Marcus Didius Falco, který je také vypravěčem románu.

## Obsah románu
V srpnu roku 76 tráví Falco se svou rodinnou dovolenou v přístavu a letovisku Ostia. Setká se zde svým přítelem Petroniem z aventinského policejního sboru vigilů, který byl do Ostie přeložen, aby pátral po zločinci Balbinovi Florisovi (viz román Jupiterův mýtus). Ale i Falco má v Ostii své poslání, které nakonec musí Petroniovi prozradit. Pátrá po nezvěstném redaktorovi Dioclovi z Denních zpráv, který byl naposled viděn právě v Ostii a který píše do novin s názvem Denní zprávy sloupky ze společnosti pod pseudonymem Infamia.
Při pátrání Falco s Petroniem brzy narazí na případy dalších pohřešovaných a unesených osob. Za vším stojí piráti, o nichž byl Falco přesvědčen, že jejich organizace byla zničena. Únosy jsou pro ně zdrojem obrovských příjmů a každému, kdo by se jim pokusil jejich činnost narušit, jde o život.

## Česká vydání
- Zločin nemá dovolenou (Praha: BB/art 2010), přeložila Alena Jindrová-Špilarová.